# Wilmer Allison
Wilmer Lawson Allison, Jr.  (San Antonio, 8 de Dezembro de 1904 - Austin, 20 de Abril de 1977) foi um tenista profissional estadunidense.

## Grand Slam finais

### Simples (1 título)
| Ano  | Torneio                   | Oponentes   | Placar        |
| 1935 | US National Championships | Sidney Wood | 6–2, 6–2, 6–3 |

#### Finais
| Ano  | Torneio                   | Oponentes   | Placar                  |
| 1930 | Wimbledon                 | Bill Tilden | 3–6, 7–9, 4–6           |
| 1934 | US National Championships | Fred Perry  | 4–6, 3–6, 6–3, 6–1, 6–8 |

### Duplas (4 títulos)
| Ano  | Torneio                   | Parceiro     | Oponentes                    | Placar                    |
| 1929 | Wimbledon                 | John Van Ryn | Ian Collins Collin Gregory   | 6–4, 5–7, 6–3, 10–12, 6–4 |
| 1930 | Wimbledon                 | John Van Ryn | John Doeg George Lott        | 6–3, 6–3, 6–2             |
| 1931 | US National Championships | John Van Ryn | Berkeley Bell Gregory Mangin | 6–4, 6–3, 6–2             |
| 1935 | US National Championships | John Van Ryn | Don Budge Gene Mako          | 6–2, 6–3, 2–6, 3–6, 6–1   |

#### Finais
| Ano  | Torneio                    | Parceiro     | Oponentes                      | Placar                    |
| 1930 | US National Championships  | John Van Ryn | John Doeg George Lott          | 6–8, 3–6, 6–3, 15–13, 4–6 |
| 1932 | US National Championshipss | John Van Ryn | Keith Gledhill Ellsworth Vines | 4–6, 3–6, 2–6             |
| 1934 | US National Championships  | John Van Ryn | George Lott Lester Stoefen     | 4–6, 7–9, 6–3, 4–6        |
| 1935 | Wimbledon                  | John Van Ryn | Jack Crawford Adrian Quist     | 3–6, 7–5, 2–6, 7–5, 5–7   |
| 1936 | US National Championships  | John Van Ryn | Don Budge Gene Mako            | 4–6, 2–6, 4–6             |